# بافان فارما
بافان فارما (بالإنجليزية: Pavan Varma)‏ (5 نوفمبر 1953، ناغبور في الهند)؛ كاتب، مؤرخ، دبلوماسي، قانوني وروائي هندي.